# Blackborough (Devon)
Blackborough – osada w Anglii, w Devon, w dystrykcie Mid Devon. W 1851 roku civil parish liczyła 113 mieszkańców. Blackborough jest wspomniana w Domesday Book (1086) jako Blacheberge/Blacheberia/Blacheberie/Blacaberga.